# James Ogilvy (7. hrabia Findlater)

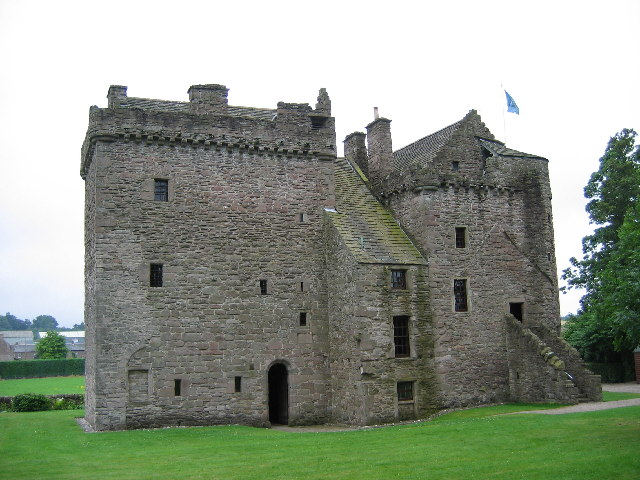
Zamek Huntingtower, miejsce urodzenia Jamesa Ogilvy'ego

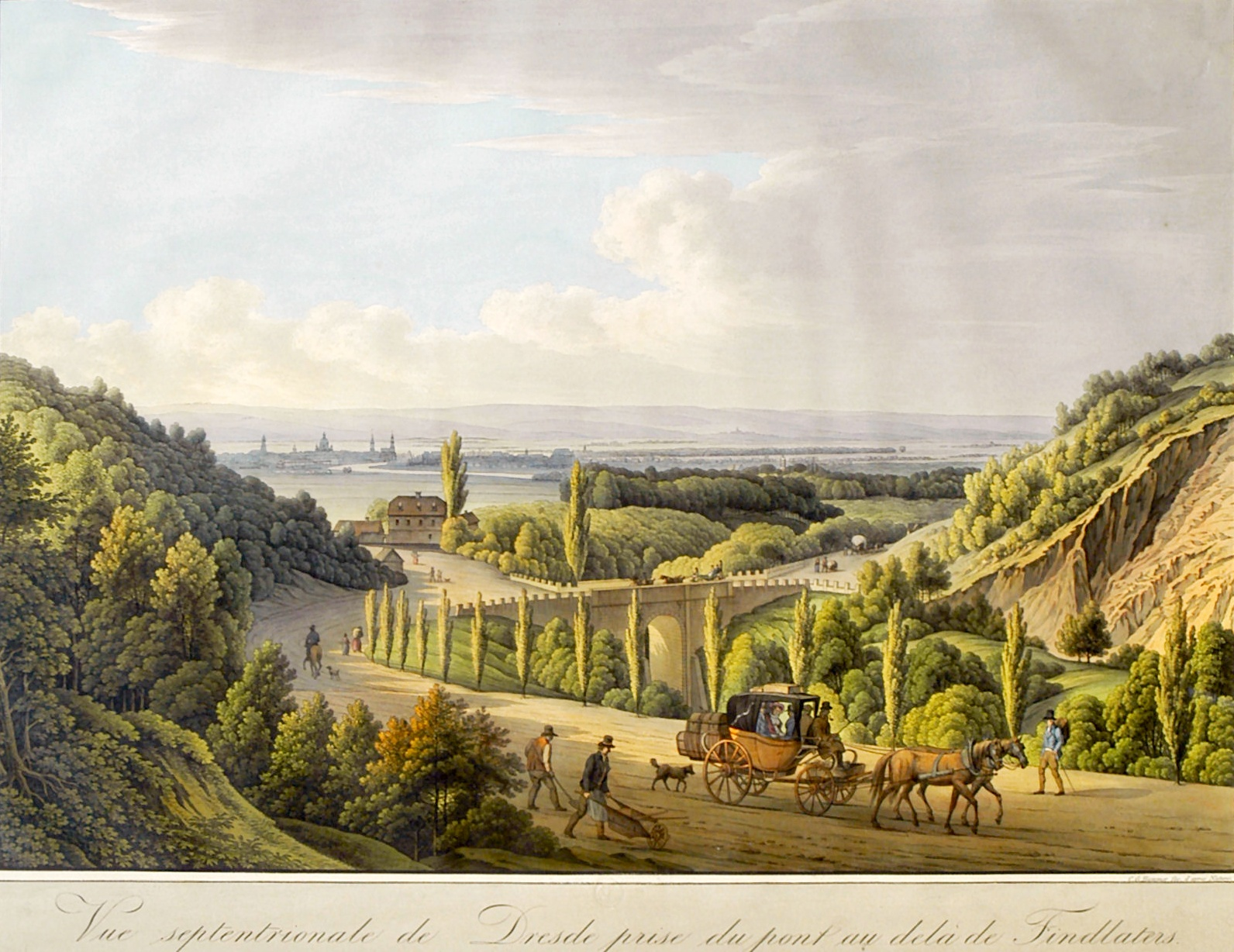
Panorama z winnic Ogilvy'ego w kierunku Drezna

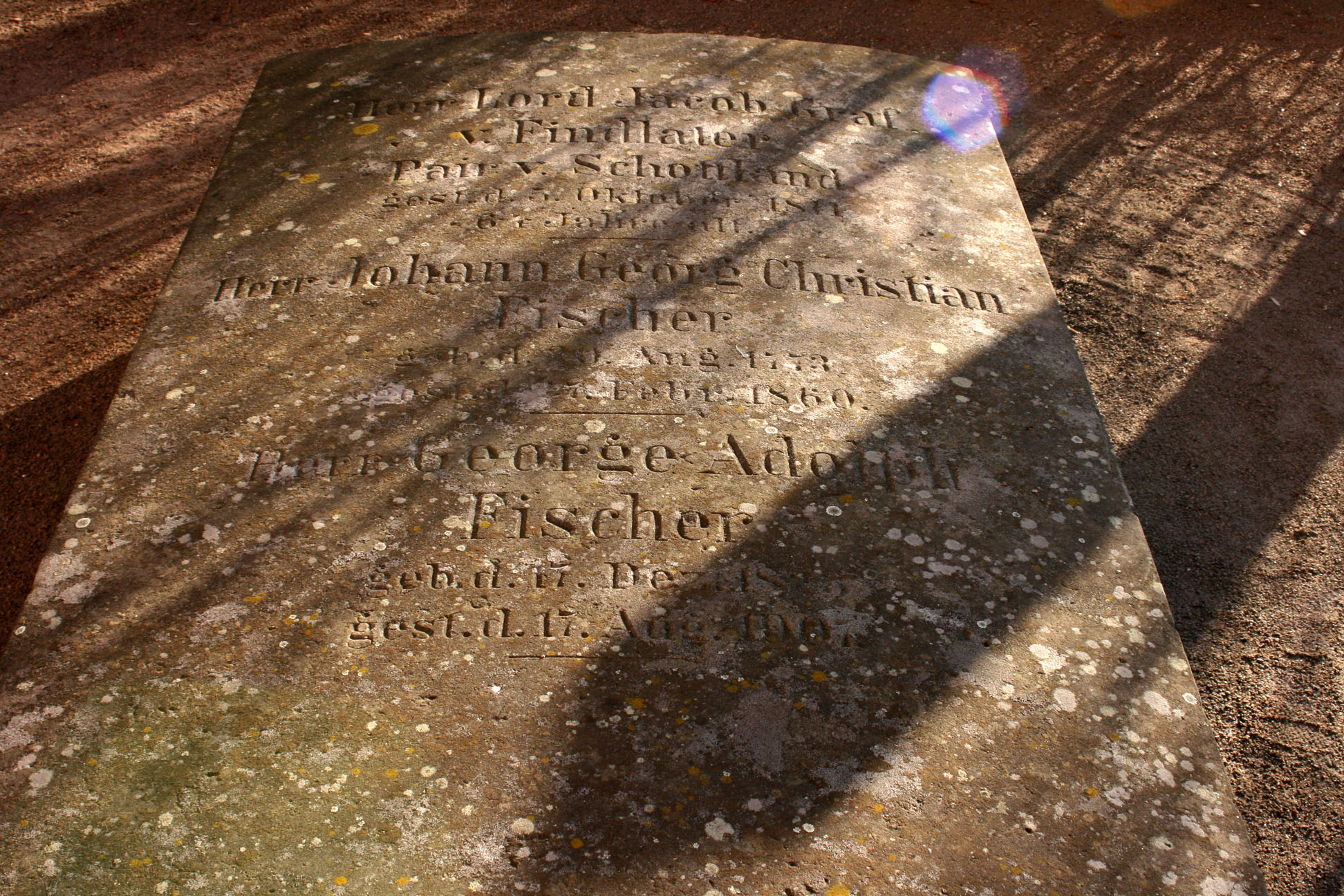
Grób Jamesa Ogilvy'ego i Johanna Fischera na cmentarzyku przy kościele w Loschwitz

James Ogilvy, 7. hrabia Findlater i 4. hrabia Seafield (ur. 10 kwietnia 1750 r. Huntingtower; zm. 5 października 1811 r. w Dreźnie) – szkocki arystokrata, earl, angielskie tytuły otrzymał dzięki posiadanym majątkom ziemskim i przemysłowym. Jego pełny tytuł brzmiał Lord James Ogilvy, 7. hrabia Findlater i 4. hrabia Seafield Viscount w Reidhaven i baron Deskford i Cullen (Lord James Ogilvy, 7th Earl of Findlater, 4th Earl of Seafield Viscount of Reidhaven and Baron of Deskford and Cullen).

## Życiorys
W 1779 r. Ogilvy poślubił w Brukseli Christinę Teresę Murray (zm. 1813 r.), córkę sir Josepha Murraya, hrabiego Melgum.
James Ogilvy z powodu swojej orientacji homoseksualnej został wygnany z ojczyzny. Po przybyciu do Drezna zakupił posiadłość na Helfenbergu i usiłował nabyć winnice w Loschwitz. Napotkał jednak na opór ich właścicieli, którzy byli niechętni sprzedaży. Wykorzystując swoje wpływy na dworze, doprowadził do poszerzenia i przedłużenia Bautzner Strasse (głównej ulicy prowadzącej z centrum do Loschwitz), a dzięki kontaktom swojego zaufanego sekretarza i partnera życiowego - Johanna Georga Fischera (1763–1860), udało mu się do końca 1805 r. zakupić pięć z ośmiu działek dostępnych w Loschwitz. Tereny te nazywano Findlaters Weinberg lub Findlaterscher Weinberg. Znajdują się one dziś pomiędzy Łabą i Bautzner Strasse. Na nich architekt Johann August Giesel rozpoczął stawianie pałacu ukończonego w roku śmierci lorda. Klasycystyczna budowla wkrótce uzyskała miano najpiękniejszego pałacu w Dreźnie. Ogilvy złożył także radzie miejskiej Drezna propozycję ufundowania wieży kościoła Trzech Króli (Dreikönigskirche). Posiadłość na Helfenbergu, jeszcze za swojego życia podarował Fischerowi, który następnie w celu uregulowania spraw spadkowych, zmuszony był skontaktować się z krewnymi zmarłego lorda. Wówczas wyszedł na światło dzienne związek łączący go z Ogilvym. Żona Fischera mieszkająca na Helfenbergu z trójką dzieci, rozwiodła się z nim. Po śmierci Fischer został pochowany razem z Ogilvym obok kościoła w Loschwitz. Na nagrobku znajduje się inskrypcja: Lord Jacob Graf v. Findlater, Pair v. Schottland.
Pałac lorda został kupiony w 1817 r. przez hotelarza Johanna Gabriela Krebsa i został w 1821 r. zamieniony na hotel wraz z restauracją. Gościli w nim m.in. Richard Wagner i Gottfried Semper. W połowie XIX w. przeszedł w posiadanie księcia Albrechta Pruskiego, który nakazał go zburzyć i na jego miejscu wzniósł pałac Albrechtsberg.

## Literatura
- Fritz Löffler: Das alte Dresden – Geschichte seiner Bauten, Seemann-Henschel, ISBN 3-363-00007-3